# Adrien-Jean Larribeau
Adrien-Jean Larribeau MEP (* 4. Februar 1883 in La Romieu, Frankreich; † 12. August 1974) war ein französischer Bischof der Pariser Mission in Korea.

## Leben
Larribeau empfing am 10. März 1907 die Priesterweihe für die Pariser Mission.
Am 23. Dezember 1926 ernannte Papst Pius XI. ihn zum Titularbischof von Dusa und Koadjutor-Apostolischer Vikar von Seoul. Gustave-Charles-Marie Mutel, Apostolischer Vikar von Seoul, spendete ihm am 1. Mai 1927 die Bischofsweihe; Mitkonsekratoren waren Florian-Jean-Baptiste Démange, Apostolischer Vikar von Taiku, und Bonifatius Sauer, Apostolischer Vikar von Wonsan. Am 22. Januar 1933 folgte er Bischof Mutel als Apostolischer Vikar von Seoul nach und trat neun Jahre später am 5. Januar 1942 zurück. Papst Pius XII. ernannte ihn am 4. Juli 1958 zum Apostolischen Vikar von Daijeon. Am 10. März 1962 wurde er mit der Erhebung des Apostolischen Vikariats zum Bistum der erste Bischof von Daejeion. Er nahm an allen vier Sitzungen des Zweiten Vatikanischen Konzils teil. Am 6. November 1963 trat er als Bischof zurück und wurde zum Titularbischof von Thinis ernannt.